# Al-Mawardi
Abū al-Hasan ʿAlī ibn Muhammad ibn Habīb al-Basrī al-Māwardī, (in arabo  أبو الحسن علي بن محمد بن حبيب البصري الماوردي‎?), noto nel mondo latino medievale come Alboacen (972 – 1058), è stato un giurisperito (faqih ) arabo di scuola sciafeita.
Produsse anche opere di interpretazione coranica, filologia araba, etica e letteratura araba. Servì come qāḍī in diversi distretti iracheni, inclusa Baghdad, e come ambasciatore del califfo abbaside in vari Stati islamici. I lavori di al-Māwardī sul governo islamico sono riconosciuti come classici nel campo.

## Biografia
Nacque a Bassora (attuale Iraq) nel 972.  Qui studiò fiqh con Abū al-Wāḥid al-Simārī prima di recarsi a Baghdad, per proseguire i suoi studi. Dal momento che sia Bassora, sia Baghdad erano ambienti in cui fioriva la scuola di pensiero teologico del Mutazilismo, anch'egli rimase influenzato da tale corrente di pensiero.  Il suo contributo alle scienze politiche e alla sociologia comprende un vasto numero di imponenti lavori, il più famoso dei quali è senz'altro costituito dagli al-Aḥkām al-sulṭāniyya wa l-wilāyat al-dīniyya (sugli "ordinamenti del potere").

## Opere
- al-Aḥkām al-sulṭāniyya wa l-wilāyat al-dīniyya (Gli ordinamenti di governo e la tutela delle questioni religiose)
- Qānūn al-wazāra (Legge sul vizirato)
- Kitāb nasīḥat al-mulk (Libro sul sincero consiglio ai governanti)
- Kitāb ādāb al-dunya wa l-dīn (Libro sulle usanze del mondo e della religione)